# Gilberto Yearwood
Gilberto Jerónimo Yearwood (San Pedro Sula, 15 de março de 1956) é um ex-futebolista e treinador hondurenho que atuou pela Seleção de seu país na Copa de 1982.

## Carreira
Iniciou sua carreira na década de 1970, atuando pelo Real España, de seu país natal, sendo o principal jogador do clube. Foi tricampeã nacional, e conseguiu a atenção da Espanha. Defendeu durante a maior parte de sua carreira o Valladolid. Atuou também com as camisas de Real España, Elche, Tenerife, Celta, Olimpia e Motagua.
Encerrou a carreira em 1992, no mesmo Olimpía. Ainda assim defendeu a Seleção Hondurenha por mais um ano até se aposentar de vez como jogador. Após a aposentadoria tornou-se técnico.
Yearwood comandou a Seleção Hondurenha de Futebol nas Olimpíadas de 2008.